# NGC 4674
NGC 4674 (również PGC 43050) – galaktyka spiralna z poprzeczką (SBa/P), znajdująca się w gwiazdozbiorze Panny. Odkrył ją John Herschel 5 maja 1836 roku.
W galaktyce zaobserwowano supernową SN 1907A.